# Atlanta Rhythm Section
Atlanta Rhythm Section, meestal ARS genoemd, is een Amerikaanse rockband. De geschiedenis van de groep kenmerkt zich door de veelvuldige veranderingen in de samenstelling en het onregelmatige bestaan. Sinds de oprichting in 1970 is de band in wisselende mate actief geweest en heeft ook periodes van inactiviteit gekend.

## Geschiedenis

### Beginjaren
De muziekgroep werd opgericht om te fungeren als begeleidingsband van de in 1970 geopende Studio One in Doraville (Georgia). De leden speelden eerder in de bands Candymen en Classic IV. De studio werd opgezet door Rodney Mills (geluidstechnicus), Bill Lowery (muziekuitgever), Buddy Buie (componist, producent, manager) en J.R. Cobb (componist, gitarist). Deze Studio One in Doraville werd al snel bezocht door bekende musici als Al Kooper, Joe South, Bonnie Bramlett, Dickey Betts, B.J. Thomas, Billy Joe Royal en muziekgroepen als Lynyrd Skynyrd. Om solisten te begeleiden stelde Buie een band samen. Hij haalde drie muzikanten uit Candymen, een groep die onder anderen Roy Orbison ooit begeleidde. Enkele musici uit deze band hadden samen met Cobb en Buie samengewerkt in Classics IV en zo ontstond met toevoeging van twee plaatselijke muzikanten de volgende samenstelling:
- zanger Rodney Justo (Candymen)
- gitarist J.R. Cobb (Classic IV)
- gitarist Barry Bailey
- basgitarist Paul Goddard
- toetsenist Dean Daughtry (Candymen, Classic IV)
- drummer Robert Nix (Candymen, Classic IV)

Met Buie als producent begeleidde de band een aantal soloartiesten en buiten deze sessies werkten ze aan een eigen muziekalbum. Demo's hiervan kwamen bij MCA Records en Decca Records terecht. MCA en Decca hapten toe en bracht in 1972 hun titelloze album uit, dat met name in de Verenigde Staten en Japan goed verkocht. Hoewel de pers enthousiast was over de kwaliteit van de composities, betwijfelde men - net zoals indertijd bij Toto - of een band met louter studiomusici de muziek even goed live kon uitvoeren. Mede door het uitblijven van succesvolle singles vielen de verkoopcijfers tegen en de band zette het werk in de studio voort. ARS toerde destijds met Deep Purple.
Na de opnamen van het eerste album, kwam Ronnie Hammond in de studio te werken als assistent-geluidstechnicus. Hij viel op gegeven moment in voor zanger Justo, die de band verliet om onder meer jingles in te zingen. Hammond en Daughtry woonden toen in en/of boven de studio. Overdag speelde Lynyrd Skynyrd met producent Al Kooper in de studio en 's avonds ARS. Het tweede album, getiteld Back Up..., was een verzameling van rocknummers en ballads. Op de latere albums wordt deze muzikale lijn voortgezet.
In 1974 verruilde de band MCA/Decca voor Polydor. Op het vlak van optredens ging het de band voor de wind; ze raakte meer en meer bekend, maar voornamelijk nog in de Amerikaanse staat Georgia. Met het derde album kwam daar verandering in en de band raakte op elkaar ingespeeld. Het album bereikte de 74ste plaats in de Amerikaanse hitlijst. Van Third Annual Pipe Dream werden "Doraville" en "Angel" als singles uitgebracht.
Het album Red Tape uit 1976 neigde meer naar rock dan de eerste albums en de composities waren korter.

### Succesperiode: 1977-1980
Bij Polydor Records was men niet tevreden met de commerciële resultaten en de samenwerking tussen Polydor en ARS zou voorbij zijn als de band de opnametijd niet flink in zou korten. Het album A Rock and Roll Alternative werd in dertig dagen tijd opgenomen en verscheen eind 1976 in de winkels. De eerste twee singles, "Alternative" en "Neon Nites", leverden bescheiden succes op. Met "So into You" brak de band in de Verenigde Staten door. Deze single behaalde de zevende plaats in de Amerikaanse charts en het album reikte tot de top tien. Het commerciële succes had tot gevolg dat ARS in steeds grotere zalen optrad. Op 4 september 1977 trad de groep samen met Heart, Foreigner en Bob Seger op het Dog Day Rockfest in Atlanta op. Tussen de optredens door werkt ARS aan een opvolger van A Rock and Roll Alternative.
Met Champagne Jam, dat in januari 1978 verscheen, werd het succes van de voorganger geëvenaard. Wederom trokken drie singles het album voort: "Champagne Jam", "I'm Not Gonna Let it Bother Me Tonight" en "Imaginary Lover". Het album behaalde een platinum status. Langzaam maar zeker werd de band ook in Europa succesvol. Op 24 juni 1978 speelde ARS op het Knebworth Festival voor zestigduizend mensen. Andere bands op dit festival waren Genesis, Jefferson Starship, Brand X, Devo, Tom Petty and the Heartbreakers en Roy Harper. In diezelfde tijd mocht ARS spelen op het terrein van het Witte Huis; de toenmalige president Jimmy Carter kwam eveneens uit Georgia en hij had hen onder meer uitgenodigd omdat hun loopbanen dezelfde moeilijke start hadden. Carter: "Not only are we both from the same part of the country, but I remember when they first started that all the critics and commentators said they didn't have a chance – they said the same thing about me".
Nix werd vervangen door Roy Yeager. Het album Underdog liet een ander geluid horen en de singles waren niet meer zo succesvol als die van de vorige albums. Om enige ruimte te creëren werd gekozen voor een livealbum, maar het verval was wat populariteit betreft ingezet. The Boys from Doraville kende weinig succes en Polydor liet de band vallen. De band trok zich weer terug in de VS, de muzikale smaak van Europa was in grote mate veranderd onder invloed van de punkmuziek. Southern rock leed ook in de VS aan dat euvel, het was te glad geworden in de mening van het publiek. Het volgende album verscheen bij Columbia Records.

### Epiloog
Het album Quinella met single "Alien" had een verslechtering van de verkoopresultaten tot gevolg, mede doordat new wave destijds meer in trek kwam. De single haalde de top dertig nog wel. Tijdens een tournee verloor de band de vaste lichttechnicus van het eerste uur Paul Crockett door elektrocutie in Dover (New Jersey). ARS ging de studio in voor een nieuw album, maar Columbia Records wilde dat niet uitgeven; het verdween in de la. Hammond verdween uit de band en ook Yeager ging als gevolg van een gebroken been niet de studio in; ditmaal was de plaats van handeling Nashville (Tennessee). Het werk vorderde maar langzaam en de net aangetrokken dummer Danny Biget en Goddard vertrokken; ze richtten Interpol op. De opnamen kwamen opnieuw in de la terecht; producent Chips Moman kreeg de band niet op het goede spoor en Interpol kende geen succes.
ARS kwam niet meer van de grond en kwam alleen nog maar toe aan optredens in het zuiden van de VS, zoals het ooit begon. Een nieuwe zanger Andy Anderson, bassist Tommy Stribbling en drummer Keith Hamrick konden de band ook niet vlot trekken. Jeff Logan mocht het als nieuwe zanger in 1985 ook proberen. Vervolgens gaat het erg snel; succes bleef uit. In 1988 komen Hammond en ook Daughtry weer terug en men heeft direct weer enig succes met Truth. De band ploetert verder. In 1996 wordt de band opgenomen in de Georgia Music Hall of Fame.
Hammond bracht het voortbestaan van de band nog in gevaar door bij een aanhouding als gevolg van alcohol en depressie zo veel stennis te maken dat hij werd neergeschoten door de politie; hij overleefde. In 1999 kwam Eufaula uit, maar het platenlabel Platinum Entertainment kwam zonder geld te zitten; er werd niet gepromoot. Opnieuw werd de band geteisterd door ongeluk; de drummer R.J. Vealey stierf aan een hartinfarct. Er kwam een nieuwe drummer Jim Keeling, maar eigenlijk was het al afgelopen met de band. Hammond vertrok in 1999 definitief naar Voices of Classic Rock en verdween daarna uit de muziekwereld.
Vervolgens werd het een doorgangshuis voor musici. Belangrijkste gegeven daarbij was het vertrek van oorspronkelijk lid Bailey, die met gezondheidsklachten kampte. Ook de opnieuw ingeschakelde Andy Anderson kreeg een hartinfarct, maar kon later weer meezingen.
Anno 2010 toert de band nog rond en met name retrorockfestivals in de Verenigde Staten worden daarbij aangedaan. Op 30 april 2014 overlijdt bassist van het eerste uur Paul Goddard -teruggekeerd bij de band in 2011- aan de gevolgen van kanker.

## Discografie

### Albums
- Atlanta Rhythm Section (1972)
- Back Up Against the Wall (1973)
- Third Annual Pipe Dream (1974)
- Dog Days (1975)
- Red Tape (1976)
- A Rock and Roll Alternative (1976)
- Champagne Jam (1978)
- Underdog (1979)
- Are You Ready! (1979)
- The Boys from Doraville (1980)
- Quinella (1981)
- Truth in a Structured Form (1989)
- Best of Atlanta Rhythm Section (1991)
- Atlanta Rhythm Section '96 (1996)
- Partly Plugged (1997)
- Eufaula (1999)
- Live at The Savoy, New York October 27, 1981 (2000)
- Classic Rock Monsters (2008)

### Singles
De volgende singles zorgden voor succes in de Verenigde Staten:
- "Doraville" (plaats 35 in 1974)
- "So Into You" (plaats 7 in 1977)
- "Imaginary Lover", (plaats 7 in 1978)
- "I'm Not Gonna Let It Bother Me Tonight" (plaats 14 in 1978)
- "Do It or Die" (plaats 19 in 1979)
- "Spooky" (plaats 17 in 1979)
- "Alien" (plaats 29 in 1981)